# Iclod
Iclod (in ungherese Nagyiklód) è un comune della Romania di 4 441 abitanti , ubicato nel distretto di Cluj, nella regione storica della Transilvania.
Il comune è formato dall'unione di 5 villaggi: Fundătura, Iclod, Iclozel, Livada, Orman.

## Storia
Il comune è menzionato per la prima volta in un documento ufficiale nel 1342 col nome Iklod e ancora più antico risulta essere il villaggio di Fundătura, fondato nel 1268 . Il nome del comune è cambiato nel tempo come segue:
- 1348 Iklod
- 1678 Nadyiklod
- 1733 Iclod
- 1850 Iclodu Mare

## Società

### Evoluzione demografica
In tabella l'evoluzione della popolazione nel tempo e in base alle etnie: